# Miltochrista karenkensis
Miltochrista karenkensis är en fjärilsart som beskrevs av Matsumura 1930. Miltochrista karenkensis ingår i släktet Miltochrista och familjen björnspinnare. Inga underarter finns listade i Catalogue of Life.